# 察雷沃市鎮
察雷沃市，是保加利亞的城鎮，位於該國東南部，由布爾加斯州負責管轄，首府設於察雷沃，面積530.01平方公里，2012年人口9,813，人口密度每平方公里18.52人。